# Изумительный Морис и его учёные грызуны
«Изумительный Мо́рис и его учёные грызуны» (англ. The Amazing Maurice and his Educated Rodents) — юмористическое фэнтези известного английского писателя Терри Пратчетта, написано в 2001 году. На русском языке вышла в 2018 году.
Двадцать восьмая книга из серии цикла «Плоский мир», шестая книга вне циклов. По книге в 2022 году был снят анимационный фильм «Изумительный Морис».

## Аннотация
Всем известна история о Крысолове из Гаммельна. История очень проста — волшебная дудочка заманивает полчища грызунов в воду, и они тонут. Между тем, все забывают, что крысы прекрасно плавают.
Сказка воплотилась в жизнь в одном из городов Плоского мира. Но все началось с того, что живущие в подвалах Незримого Университета крысы внезапно резко поумнели, научились разговаривать и образовали Клан. Затем, эти Образованные Крысы встретили уличного кота Мориса, который оказался котом, необычным во всех отношениях. Во-первых, он тоже умел разговаривать (последствия того, что он съел одну из говорящих крыс проживающих на территории Незримого Университета), и во-вторых, у него оказалась удивительная деловая хватка. Морис нашел мальчика, умеющего играть на дудочке, и сказка ожила.
Клан путешествовал из города в город, разыгрывая представление. Крысы наводняли город, угрожая запасам еды, затем приходил мальчик с волшебной дудочкой и спасал жителей города, изгоняя крыс. А затем кот Морис подсчитывал полученный доход и делил его между всеми участниками представления.
Так продолжалось пока Клан не пришел в маленький городок Бад Блинтц в Убервальде, страдающий от нашествия крыс. Жители города голодали, но Клан, к своему удивлению, обнаружил, что хотя в подземельях города полно туннелей, прогрызенных крысами, и везде расставлены ловушки, туннели были пусты. Но зато в подвале дома местных крысоловов они нашли клетки с крысами, которых специально разводили и откармливали для травли собаками. А потом сказка стала страшной явью — кроме клеток с крысами, в подвале таилось ещё одно странное существо — нечто, называющее себя Пауком. Кто-то из крысоловов создал Крысиного короля, связав хвостами восемь крыс. Крысиный король мог контролировать сознание не только крыс, но и людей. Но ему никогда не приходилось сталкиваться с разумными крысами, которые смогли противиться его воле и с помощью Кейта — мальчика-дудочника, Малисии, дочери местного мэра и кота Мориса победить ужасное создание.

## Основные действующие персонажи
- Морис, кот
- Окорок, крыса (он), старый вожак клана
- Загар, крыса (он), новый вожак клана, специалист по ловушкам и ядам
- Персик, крыса (она), секретарь клана
- Опасный Боб, белая крыса (он), мыслитель, духовный лидер клана. Его имя — Dangerous Beans — можно перевести также как «Опасные Мозги»
- Сардины, крыса (он), умеет и любит танцевать, носит шляпу
- Питательно, молодая крыса (она)
- Кейт (Кит), мальчик, играющий на флейте
- Малисия («Злобыня»), дочь бургомистра, внучка сказочниц «сестёр Гримм» (Agoniza and Eviscera Grim, что можно перевести как Агония и Потрошильда Грюм)

## Второстепенные действующие персонажи
- Смерть
- Смерть крыс
- Крысиный король («Паук»)
- Крысоловы
- Волшебный крысолов
- Бургомистр
- Фельдфебель Доппельпункт
- Капрал Кнопф

## Награды
Этот роман получил в 2001 году медаль Карнеги — Carnegie Medal.

## Переводы
- Официальный перевод[2] издательства Эксмо вышел[1] в 2018 году. Переводчик — учёный-филолог Светлана Лихачёва[3], ранее подготовившая русские издания многих англоязычных авторов.
- Неофициальный перевод Цитадели Детей Света
- Неофициальный перевод Pratchett.org

## Отзывы
- Отзыв на сайте «Книги и кофе»